# Austin Spurs
Austin Spurs – zawodowy zespół koszykarski, z siedzibą w mieście Austin, w stanie Teksas.
Drużyna jest członkiem ligi NBA G League, swoje mecze rozgrywają w Austin Convention Center. Klub powstał w 2001, do 2005 r. występował pod nazwą Columbus Riverdragons, w 2005 roku zmienili nazwę na Austin Toros. Jest to tzw. klub satelicki zespołu NBA – San Antonio Spurs.

## Powiązania z zespołami NBA
- San Antonio Spurs (2005–obecnie)
- Boston Celtics (2006–2007)
- Denver Nuggets (2005–2006)
- Houston Rockets (2005–2007)
- Los Angeles Clippers (2005–2006)

## Wyniki sezon po sezonie
| Sezon                  | Dywizja                | Miejsce                | W   | P   | %    | Play-off                                                                                                  |
| ---------------------- | ---------------------- | ---------------------- | --- | --- | ---- | --- |
| Columbus Riverdragons  |                        |                        |     |     |      | |
| 2001–02                |                        | 3                      | 31  | 25  | 55,4 | Przegrana – Półfinały (Greenville) 2-1                                                                    |
| 2002–03                |                        | 6                      | 23  | 27  | 46,0 | |
| 2003–04                |                        | 6                      | 18  | 28  | 39,1 | |
| 2004–05                |                        | 1                      | 30  | 18  | 62,5 | Wygrana – Półfinały (Roanoke) 96-89 Przegrana – Finały D-League (Asheville) 90-67                         |
| Austin Toros           |                        |                        |     |     |      | |
| 2005–06                |                        | 6                      | 24  | 24  | 50,0 | |
| 2006–07                | Wschodnia              | 5                      | 21  | 29  | 42,0 | |
| Austin Toros           |                        |                        |     |     |      | |
| 2007–08                | Południowo-zachodnia   | 1                      | 30  | 20  | 60,0 | Wygrana – Półfinały (Sioux Falls) 99-93 Przegrana – Finały D-League (Idaho) 2-1                           |
| 2008–09                | Południowo-zachodnia   | 2                      | 32  | 18  | 64,0 | Wygrana – Runda I (Idaho) 119-116 (OT) Przegrana – Półfinały (Colorado) 114-111                           |
| 2009–10                | Zachodnia              | 2                      | 32  | 18  | 64,0 | Wygrana – Runda I (Dakota) 2-1 Przegrana – Półfinały (Rio Grande Valley) 2-1                              |
| 2010–11                | Zachodnia              | 8                      | 22  | 28  | 44,0 | |
| 2011–12                | Zachodnia              | 2                      | 33  | 17  | 66,0 | Wygrana – Runda I (Erie) 2-1 Wygrana – Półfinały (Canton) 2-1 Wygrana – Finały D-League (Los Angeles) 2-1 |
| 2012–13                | Centralna              | 2                      | 35  | 15  | 70,0 | Wygrana – Runda I (Bakersfield) 2-0 Przegrana – Półfinały (Santa Cruz) 2-0                                |
| 2013–14                | Centralna              | 6                      | 19  | 31  | 38,0 | |
| Suma – Sezon regularny | Suma – Sezon regularny | Suma – Sezon regularny | 350 | 298 | 54,0 | |
| Suma – Playoff         | Suma – Playoff         | Suma – Playoff         | 16  | 14  | 53,3 | |

## Nagrody i wyróżnienia
| MVP                                       | MVP finałów         | Obrońca roku                  | Debiutant roku    | Impact Player      | Trener roku        |
| ----------------------------------------- | ------------------- | ----------------------------- | ----------------- | ------------------ | ------------------ |
| Marcus Fizer (2006) Justin Dentmon (2012) | Nick Johnson (2018) | Derrick Zimmerman (2005–2006) | Alonzo Gee (2010) | Eric Dawson (2012) | Quin Snyder (2009) |

I skład D-League
- Tremaine Fowlkes (2002)
- Tang Hamilton (2003)
- Marcus Fizer (2006)
- Ian Mahinmi (2008)
- Blake Ahearn (2009)
- Marcus Williams (2009)
- Dwayne Jones (2010)
- Justin Dentmon (2012)

II skład D-League
- Nate Johnson (2003)
- Derrick Zimmerman (2005)
- Scott Merritt (2006)
- Jamar Smith (2006)
- B. J. Elder (2007)
- Andre Barrett (2008)
- Alonzo Gee (2010)
- Marcus Cousin (2011)
- Eric Dawson (2012)
- Cory Joseph (2013)
- Bryce Cotton (2015)

III skład D-League
- Marcus Williams (2008)
- Curtis Jerrells (2010)
- Jaron Blossomgame (2018)

All-D-League Honorable Mention Team

- Gabe Muoneke (2002)
- Nate Johnson (2002)
- Erron Maxey (2004)
- Reed Rawlings (2005)
- Scott Merritt (2005)

- Mike Benton (2005)
- Derrick Zimmerman (2006)
- Ramel Curry (2006)
- Cheyne Gadson (2007)
- DerMarr Johnson (2008)

- Dwayne Jones (2009)
- Malik Hairston (2009)
- Kyle Weaver (2011)
- Courtney Fells (2014)

I skład defensywny D-League
- Amida Brimah (2019)

II skład defensywny D-League
- Marcus Cousin (2011)
- Cory Joseph (2013)

III skład defensywny D-League
- Chris Roberts (2013)
- Jonathan Simmons (2015)

I skład debiutantów D-League
- Bryce Cotton (2015)

II skład debiutantów D-League
- JaMychal Green (2013)

Uczestnicy meczu gwiazd

- Loren Woods (2007)[15]
- B. J. Elder (2007)[15]
- Keith Langford (2008)[16]
- Ian Mahinmi (2008)[16]
- Malik Hairston (2009)[17]
- Marcus Williams (2009)[17]

- Alonzo Gee (2010)[18]
- Dwayne Jones (2010)[18]
- Marcus Cousin (2011)[19]
- Leo Lyons (2012)[20]
- Justin Dentmon (2012)[20]
- Lance Thomas (2012)[20]

- Cory Joseph (2013)[21]
- Bryce Cotton (2015)[22]
- JaMychal Green (2015)[22]
- Cory Jefferson (2017)[23]

Zwycięzcy konkursu rzutów za 3 punkty
- Jarell Eddie (2015)[24]

## Byli zawodnicy
- Austin Daye
- Nando de Colo
- Danny Green
- Cory Joseph
- Marcus Fizer

- Allan Ray
- Curtis Jerrells
- Jay Williams
- James White
- Justin Reed

- Darius Washington, Jr.
- Marcus Williams
- Keith Langford
- Pops Mensah-Bonsu
- Terence Morris

- Alonzo Gee
- Lance Thomas
- Leo Lyons
- Aubrey Coleman

## Zastrzeżone numery
- 3 – Dennis Johnson, trener